# Nome de Hórus de Ouro
O Nome de Hórus de Ouro ou Nome de Hor-Nube era um dos vários nomes pelo qual era conhecido o faraó adotando-os quando subia ao trono.
Este nome, ou título, do faraó ficou conhecido pela forma como é representada: um falcão, que representava o deus Hórus em cima ou ao lado do símbolo egípcio para ouro.
Além desta titulatura, também eram adotadas as seguintes: Nome de Hórus, Nome de Nebti, Nome de Nesut-bity e Nome de Sa-Rá.

## História
Usafedo, da I dinastia, associou à seu Nome de Hórus o símbolo egípcio de ouro. Djoser, de III dinastia, já utilizava o este nome. Porém foi só durante o Império Médio que se adotou esta titulatura definitivamente.

## Características
O significado exato deste nome ainda gera discussões. Alguns acreditam que ele representa a vitória de Hórus sobre tio Seti, assim o símbolo 'ouro' significaria que Hórus seria superior aos seus adversários. Porém, o ouro era muito associado com a eternidade pelo que poderia significar que o Nome de Hórus de Ouro do Faraó seria eterna.
- | G8 | SPACE | = | SPACE | G5 | SPACE | + | SPACE | S12 |

Assim como o Nome de Nebti, os hieroglifos desse título não vinham dentro de um cartucho ou de um sereque e sempre começa com a imagem do falcão sobre uma representação de um colar com pingentes. Também, o Nome de Hórus de Ouro e o Nome de Nebti foram os títulos reais menos utilizados pelos faraós.